# Libertia chilensis
Libertia chilensis är en irisväxtart som först beskrevs av Juan Ignacio Molina, och fick sitt nu gällande namn av Gunckel. Libertia chilensis ingår i släktet Libertia och familjen irisväxter. Inga underarter finns listade i Catalogue of Life.

## Bildgalleri

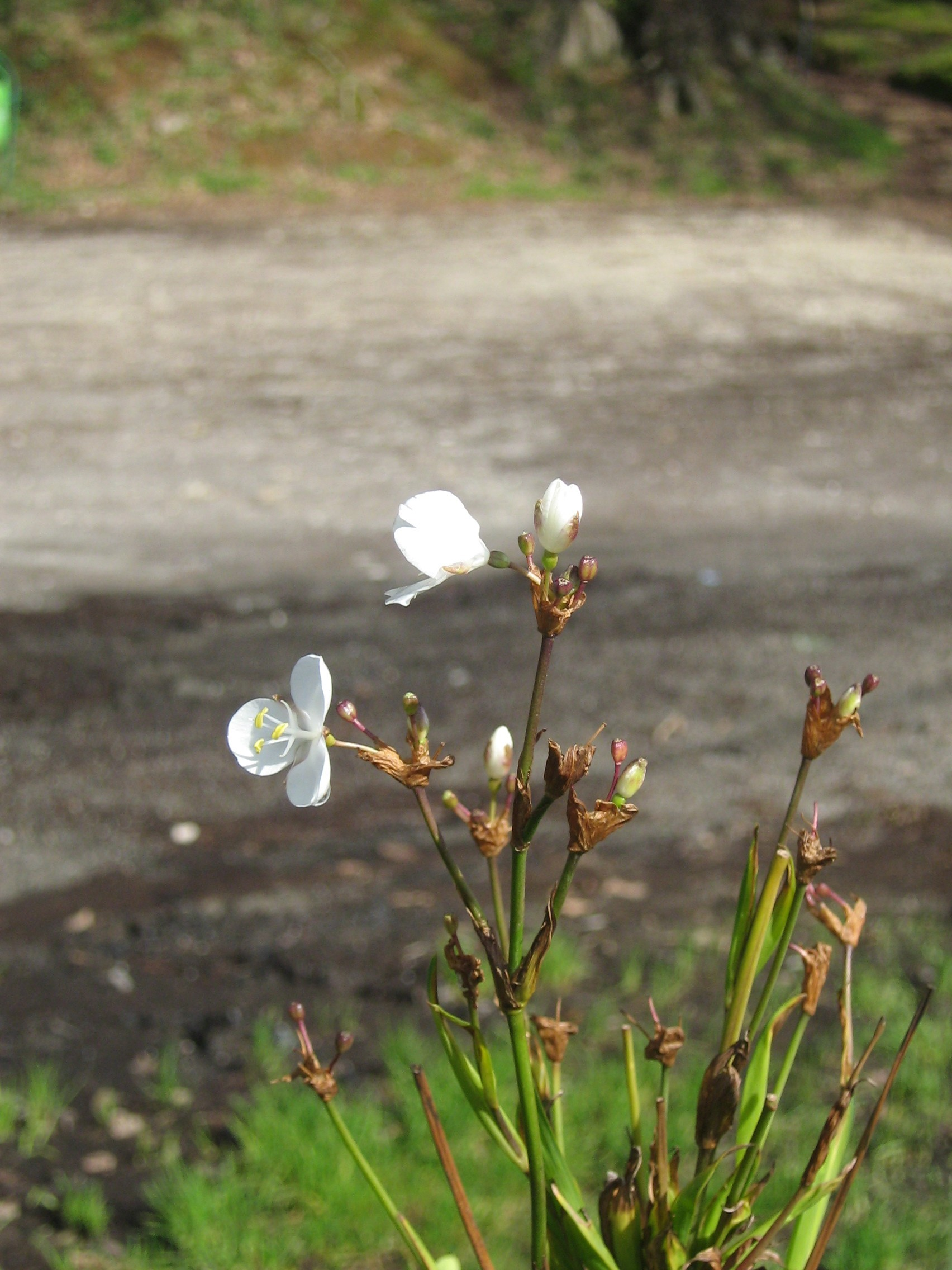
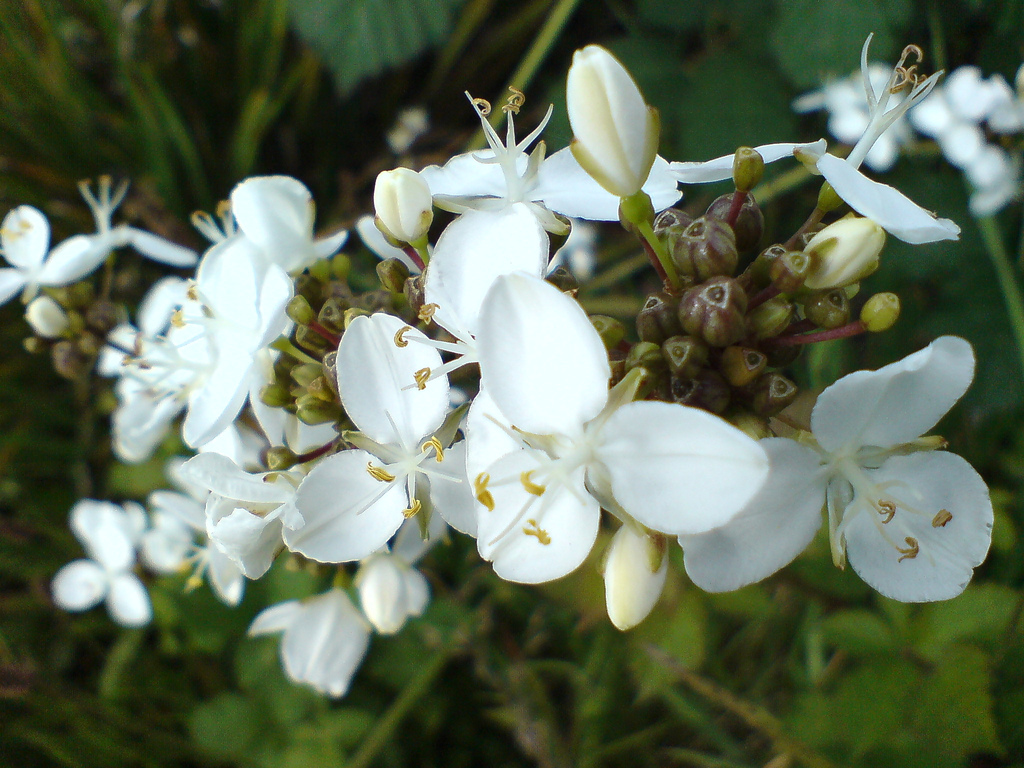